# Frente!
I Frente! sono stati un gruppo musicale australiano, formatosi nel 1989 a Melbourne e composto da Simon Austin, Angie Hart, Tim O'Connor, Mark Picton, Alastair Barden, Bill McDonald, Frasier Brindley, Jesse Tobias e Pete Luscombe.

## Storia
Nel 1992 i Frente! hanno firmato un contratto discografico con la Mushroom Records, che ha distribuito l'EP Clunk, arrivato alla numero 3 della classifica australiana, ricevendo un disco d'oro. Nello stesso anno hanno pubblicato il loro primo album, Marvin the Album, che ha raggiunto la 4ª posizione in Nuova Zelanda e in Australia, dove è stato certificato disco di platino, e la 75ª negli Stati Uniti. È stato promosso da Accidently Kelly Street, anch'essa disco di platino in madrepatria, che si è rivelata essere la loro più grande hit: si è infatti piazzata al 4º posto in Australia e Nuova Zelanda e all'80° nel Regno Unito. Agli ARIA Music Awards 1993 hanno vinto due premi e l'anno successivo si sono esibiti in Europa e negli Stati Uniti per promuovere la pubblicazione internazionale del loro album d'esordio. Il secondo disco del gruppo è uscito nel 1996 e non ha ripetuto il successo del precedente, fermandosi alla 35ª posizione in Australia. Nello stesso anno si sono esibiti in una tournée durata tre mesi che ha toccato Europa, Asia e Stati Uniti ed hanno aperto i concerti del Can't Not Tour di Alanis Morissette. A gennaio 1997 hanno cantato alla tappa di Melbourne del Big Day Out, poco prima di sciogliersi. Da allora, la band si è riunita per tre volte: tra il 2004 e il 2005, tra il 2010 e il 2011 e nel 2014, in occasioni di concerti, esibizioni a festival musicali ed anniversari dei loro lavori.

## Discografia

### Album in studio
- 1992 – Marvin the Album
- 1996 – Shape

### Album dal vivo
- 2014 – Live at Fez, New York 2004

### EP
- 1992 – Whirled
- 1992 – Clunk
- 1993 – Labour of Love
- 1994 – Lonely

### Singoli
- 1992 – Accidently Kelly Street
- 1993 – No Time
- 1993 – Ordinary Angels
- 1994 – Lonely
- 1994 – Bizarre Love Triangle
- 1994 – Labour of Love
- 1996 – Sit on My Hands
- 1996 – Horrible
- 1996 – What's Come Over Me
- 1997 – Goodbye Goodguy
- 1998 – Jungle
- 2005 – Try to Think Less